# Julia Schöning
Julia Schöning (sau Julia Schöning-Winters, n. 1974, Bochum, Germania) este o autoare, reporteră și moderatoare TV germană.

## Date biografice
În 1993 ia examenul de bacalaureat în Bochum și apoi urmează cursurile la Institut d'Etudes Francaises pour Etudiants Etrangers în Aix-en-Provence.
Între anii 1994 - 2003 studiază Germanistica și Istoria artei la Universitatea din Bochum (Ruhr-Universität Bochum), obținând titlul: Magistra Artium. Între anii 1994 - 2000, este autoare și reporteră la emisiunea locală de radio din Bochum. Între anii 2000 - 2004, este autoare și reporteră la postul german TV și radio, WDR în Dortmund. Între anii 2004 - 2006, redactoare la emisiunea "Schorn und Heinrich" la postul WDR în Köln. Între anii 2007 - 2010, moderatoare TV la emisiuni ca "ARD Morgenmagazin", "Zimmer frei", "Markt", "Aktuelle Stunde", "Dellings Woche" și "Planet Wissen" ale postului TV WDR. Din 2008 lucrează și pentru TV Phoenix.

## Opere
Romane
- Diagnose: Liebe
- Lass es Liebe sein: Liebesroman
- Verirrte Herzen: Erotischer Liebesroman